# Ледяная (станция)
Ледяная — железнодорожная станция Забайкальской железной дороги, находящаяся в селе Глухари Свободненского района Амурской области. В 5 км от станции находится город Циолковский.

## Описание
Железнодорожная станция на Транссибирской железной дороге. От станции Ледяная через город Циолковский идёт железнодорожная ветка длиной около 30 км до космодрома Восточный. Работы вело ФГУП «ГУСС „Дальспецстрой“ при Спецстрое России». На стройке работали 7,5 тысяч человек, треть из них — жители Амурской области, задействовано более 900 единиц техники. В 2012 году планировалось освоение 20 миллиардов рублей, в 2013 году — 30 миллиардов. Проводились работы по расширению железнодорожной станции.

## Дальнее следование по станции
По графику 2022 года через станцию проходят следующие поезда дальнего следования:

### Круглогодичное движение поездов
| № поезда   | Маршрут движения     | № поезда   | Маршрут движения     |
| ---------- | -------------------- | ---------- | -------------------- |
| 1 «Россия» | Владивосток — Москва | 2 «Россия» | Москва — Владивосток |
| 81 «Гилюй» | Благовещенск — Тында | 82 «Гилюй» | Тында — Благовещенск |
| 61         | Владивосток — Москва | 62         | Москва — Владивосток |
| 325        | Хабаровск — Нерюнгри | 326        | Нерюнгри — Хабаровск |
| 391        | Благовещенск — Чита  | 392        | Чита — Благовещенск  |